# Psychotria sinuata
Psychotria sinuata är en måreväxtart som beskrevs av Charlotte M. Taylor. Psychotria sinuata ingår i släktet Psychotria och familjen måreväxter. Inga underarter finns listade i Catalogue of Life.